# Johann Nikolaus Forkel
Johann Nikolaus Forkel (ur. 22 lutego 1749 w Meeder, zm. 20 marca 1818 w Getyndze) – niemiecki muzykolog i kompozytor.
Studiował prawo na uniwersytecie w Getyndze, z którym był następnie związany przez ponad 50 lat. W 1787 otrzymał doktorat honoris causa tej uczelni. Uważany jest za twórcę muzykologii historycznej; dopiero on wprowadził historię muzyki i teorię jako dziedzinę naukową.
Był jednym z pierwszych entuzjastów muzyki Johanna Sebastiana Bacha. Napisał pierwszą jego biografię (1802) o wielkiej wartości dla dzisiejszych badaczy, ponieważ miał jeszcze możliwość korespondować z synami Bacha – Carlem Philippem Emanuelem oraz Wilhelmem Friedemannem.